# Баварія (жіночий футбольний клуб)
«Баварія» (нім. FC Bayern München AG) — німецький жіночий футбольний клуб з Мюнхена, частина системи футбольного клубу «Баварія», яка виступає в жіночій Бундеслізі.

## Історія
Жіночу футбольну команду «Баварія» було засновано 7 червня 1970 року. З 1974 року, коли почали проводити чемпіонат Німеччини з футболу серед жінок, мюнхенська команда стала виступати у цьому турнірі і вже 1976 року стала чемпіоном країни. У 1979 та 1982 роках «Баварія» знову була у фіналі чемпіонату, але не змогла здобути титул.
Створення Бундесліги перед сезоном 1990/91 дозволило «Баварії» дебютувати у цій новоствореній вищій лізі жіночого футболу Німеччини. Перший сезон команда закінчила на 4 місці, але вже наступного року стала 11 (останнє місце у своїй групі) і вилетіла до Баєрнліги.
Клуб повернувся до Бундесліги лише в 2000 році, коли чоловічий футбольний клуб святкував своє 100-річчя. З тієї пори клуб демонстрував середні успіхи, не опускаючись занадто низько, але і не показуючи особливих успіхів. У 2009 році клуб практично став чемпіоном Німеччини, поступившись потсдамому «Турбіне» лише одним голом, який тоді і вирішив долю чемпіонства.
12 травня 2012 року «Баварія» змістила з п'єдесталу «Франкфурт», перегравши в Кельні з рахунком 2:0 цю команду у фіналі Кубка Німеччини. З моменту виграшу чемпіонату в 1976 році це був перший трофей клубу.
У 2015 році команда вперше виграла Бундеслігу, при цьому зробила це без єдиної поразки, вперше в історії змагання. У наступному сезоні 2015/16 команда повторила це досягнення.

## Досягнення
- Бундесліга:
  -  Чемпіон (6): 2015, 2016, 2021, 2023, 2024, 2025
  -  Віце-чемпіон (6): 2009, 2017, 2018, 2019, 2020, 2022

- Чемпіонат Німеччини:
  -  Чемпіон (1): 1976
  -  Віце-чемпіон (4): 1975, 1979, 1982, 1985,

- Кубок Німеччини:
  -  Володар кубка (2): 2012, 2025
  -  Фіналіст (4): 1988, 1990, 2018, 2024

- Суперкубок Німеччини:
  -  Володар суперкубка (1): 2024